# Ega (torrente)
L'Ega (Kardaunbach o Eggentaler Bach in tedesco) è un torrente dell'Alto Adige. Nasce dal Latemar, forma la Valle d'Ega, bagnando Nova Levante. Confluisce da sinistra nell'Isarco a monte di Bolzano.

## Percorso
Il torrente Ega drena l'omonima valle per una lunghezza di ca. 22 km e sfocia nell‘Isarco presso Cardano. L'Ega non possiede una vera e propria sorgente in quanto assume tale denominazione a partire da Ponte Nova alla confluenza di due fiumi: il Rio Nova, che nasce al Passo di Costalunga, e dal Rio di San Nicolò, che nasce invece poco ai piedi della parete nord-occidentale del Latemar. Questi torrenti lambiscono rispettivamente le località di Nova Levante e San Nicolò d'Ega. Il Rio Nova raccoglie inoltre lungo il suo percorso le acque del noto Lago di Carezza. Da Ponte Nova (Birchabruck) il percorso è caratterizzato da forre e gole, soprattutto nel tratto finale.
Al di sotto di Ponte Nova è presente dal 1994 l'impianto di depurazione "Val d'Ega".

## Affluenti
I principali affluenti del rio Ega sono:
- Rio Nova (Welschnofnerbach)
- Rio della Pala (Zanggenbach)
- Rio Gola (Locherbach)
- Rio Valle del Lupo (Wolfthalerbach)
- Rio di Troia (Saubach)
- Rio Nero (Schwarzbach)
- Rio di Campo (Liegbach)
- Rio San Floriano (Obereggenbach)
- Rio San Nicolò (Eggenbach)
- Rio Piccolino (Pikolinbach)
- Rio del Lago (Seebach)

## Idronimo
Il nome del torrente deriva dalla parola ladina Ega, "acqua", retaggio dell'importante presenza ladina in questa vallata in epoca premoderna. Il nome tedesco più antico è Kardaunbach, attestato già nel 1190 come "fluvius Kardun" e nel 1500 come "Gardaunpach", al quale solo nel XIX secolo si è sostituita la forma di Eggentaler Bach, "torrente della val d'Ega".

## Sfruttamento
La principale attività economica della val d'Ega sono il turismo e le segherie. Notevole è l'estensione di impianti e piste per lo sci il cui mantenimento richiede una grande quantità d'acqua. Nel tratto superiore dei suoi affluenti sono presenti molte piccole centrali elettriche.